# Neivamyrmex
Neivamyrmex är ett släkte av myror. Neivamyrmex ingår i familjen myror.

## Bildgalleri

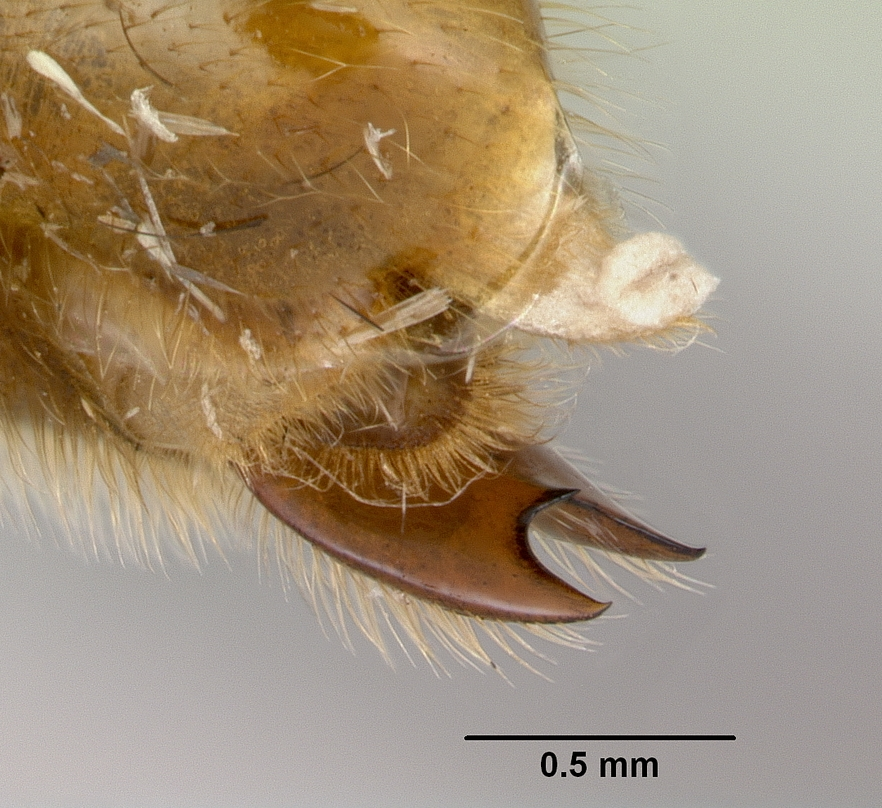
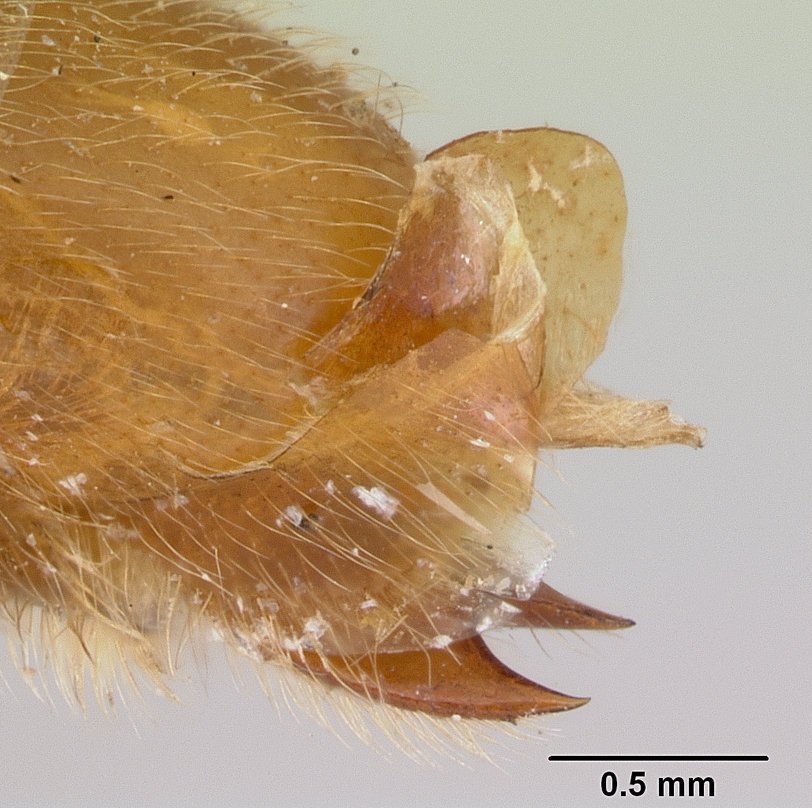
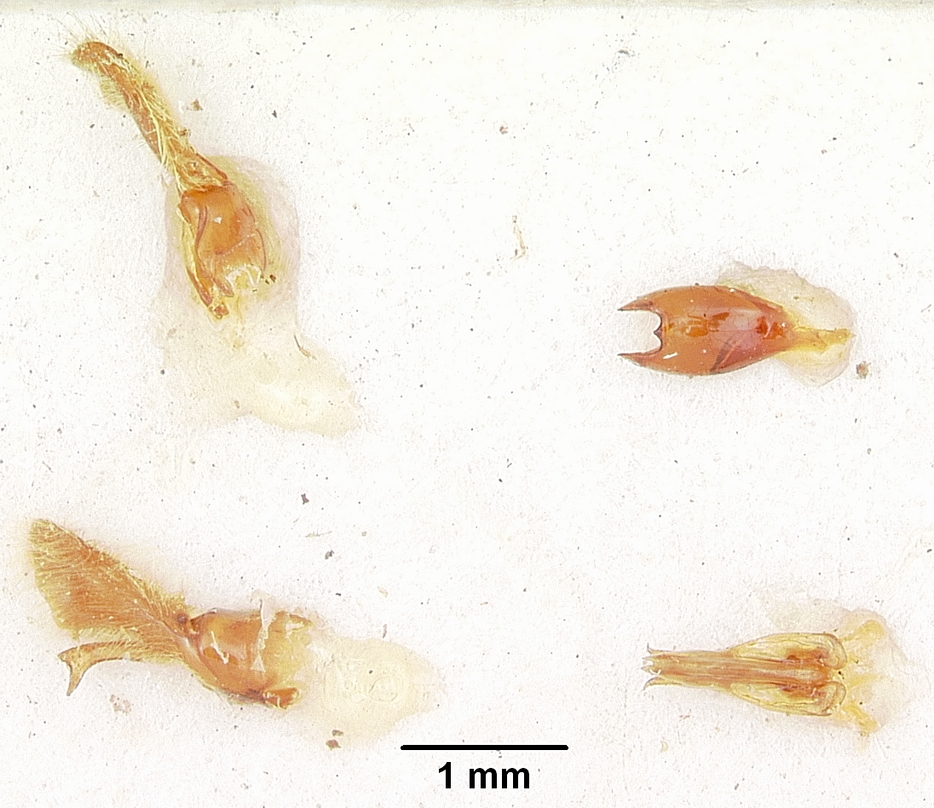
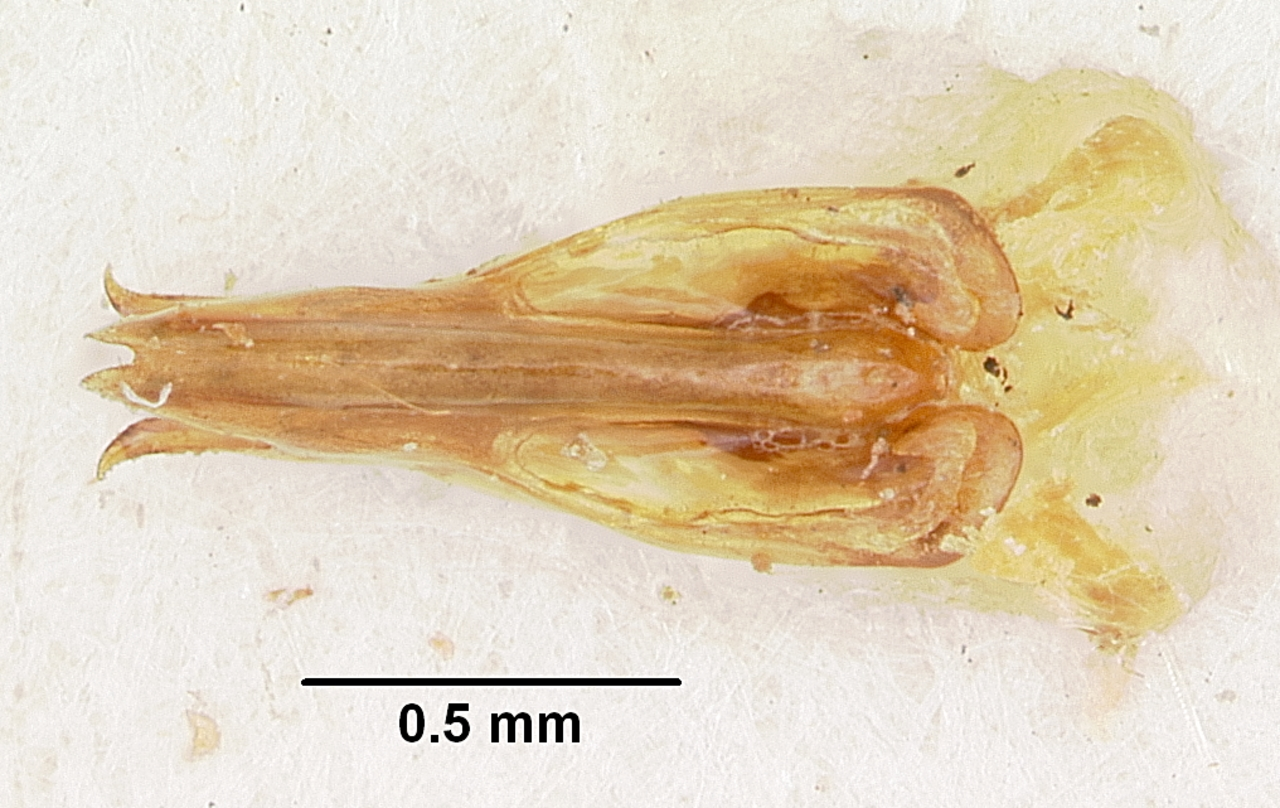
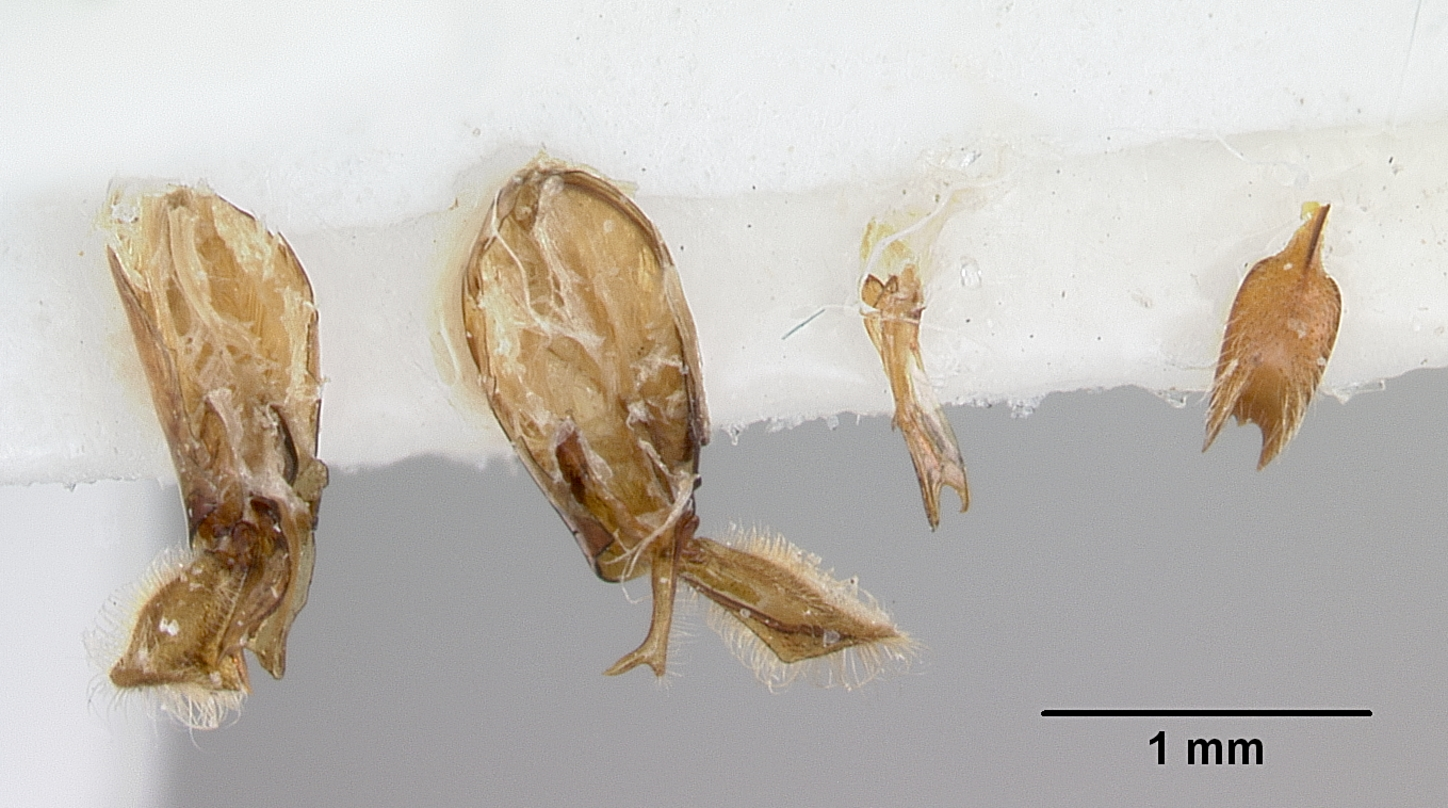
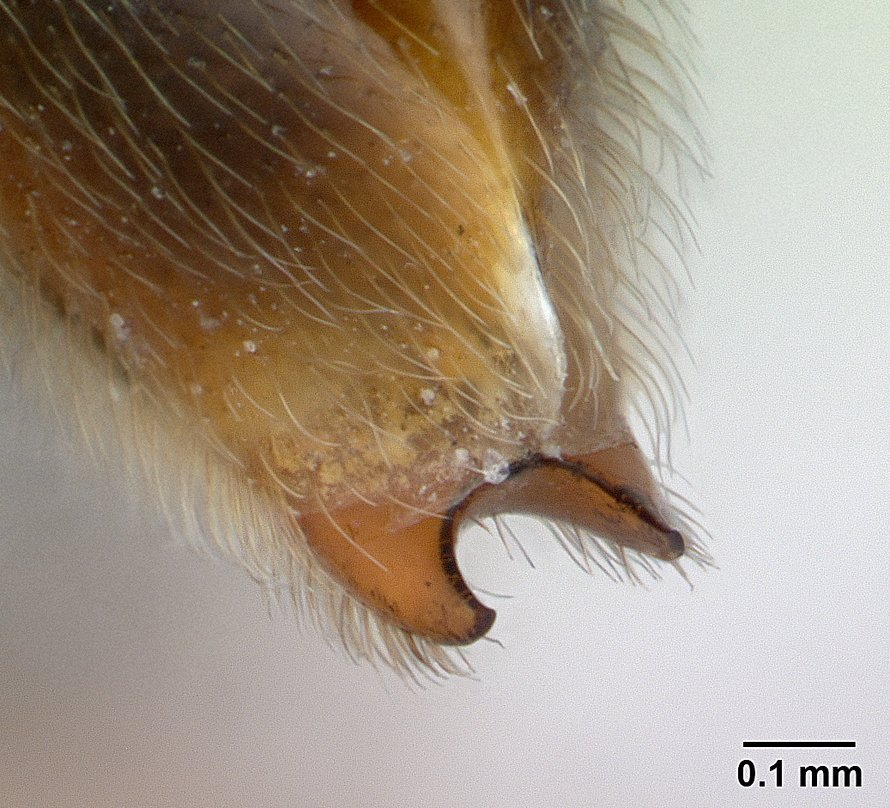

## Dottertaxa tillNeivamyrmex, i alfabetisk ordning[1]
- Neivamyrmex adnepos
- Neivamyrmex agilis
- Neivamyrmex alfaroi
- Neivamyrmex andrei
- Neivamyrmex angulimandibulatus
- Neivamyrmex angustinodis
- Neivamyrmex antillanus
- Neivamyrmex asper
- Neivamyrmex balzani
- Neivamyrmex baylori
- Neivamyrmex bohlsi
- Neivamyrmex bruchi
- Neivamyrmex bureni
- Neivamyrmex californicus
- Neivamyrmex carettei
- Neivamyrmex carinifrons
- Neivamyrmex carolinensis
- Neivamyrmex chamelensis
- Neivamyrmex clavifemur
- Neivamyrmex cloosae
- Neivamyrmex coeca
- Neivamyrmex compressinodis
- Neivamyrmex cornutus
- Neivamyrmex crassiscapus
- Neivamyrmex cratensis
- Neivamyrmex cristatus
- Neivamyrmex curvinotus
- Neivamyrmex densepunctatus
- Neivamyrmex detectus
- Neivamyrmex diabolus
- Neivamyrmex diana
- Neivamyrmex digitistipus
- Neivamyrmex diversinodis
- Neivamyrmex dorbignii
- Neivamyrmex ectopus
- Neivamyrmex emersoni
- Neivamyrmex emeryi
- Neivamyrmex erichsonii
- Neivamyrmex falcifer
- Neivamyrmex fallax
- Neivamyrmex foveolatus
- Neivamyrmex fumosus
- Neivamyrmex fuscipennis
- Neivamyrmex genalis
- Neivamyrmex gibbatus
- Neivamyrmex goeldii
- Neivamyrmex graciellae
- Neivamyrmex gracilis
- Neivamyrmex gradualis
- Neivamyrmex guerinii
- Neivamyrmex guyanensis
- Neivamyrmex halidaii
- Neivamyrmex harrisii
- Neivamyrmex hetschkoi
- Neivamyrmex hopei
- Neivamyrmex humilis
- Neivamyrmex iheringi
- Neivamyrmex imbellis
- Neivamyrmex impudens
- Neivamyrmex inca
- Neivamyrmex inflatus
- Neivamyrmex iridescens
- Neivamyrmex jerrmanni
- Neivamyrmex klugii
- Neivamyrmex kuertii
- Neivamyrmex laevigatus
- Neivamyrmex latiscapus
- Neivamyrmex legionis
- Neivamyrmex leonardi
- Neivamyrmex leptognathus
- Neivamyrmex lieselae
- Neivamyrmex longiscapus
- Neivamyrmex macrodentatus
- Neivamyrmex macropterus
- Neivamyrmex manni
- Neivamyrmex maxillosus
- Neivamyrmex megathrix
- Neivamyrmex melanocephalus
- Neivamyrmex melshaemeri
- Neivamyrmex mexicanus
- Neivamyrmex micans
- Neivamyrmex microps
- Neivamyrmex minensis
- Neivamyrmex minor
- Neivamyrmex modestus
- Neivamyrmex mojave
- Neivamyrmex moseri
- Neivamyrmex nigrescens
- Neivamyrmex nordenskioldii
- Neivamyrmex nyensis
- Neivamyrmex opacithorax
- Neivamyrmex orthonotus
- Neivamyrmex pacificus
- Neivamyrmex pauxillus
- Neivamyrmex perplexus
- Neivamyrmex pertii
- Neivamyrmex physognathus
- Neivamyrmex pilosus
- Neivamyrmex piraticus
- Neivamyrmex planidens
- Neivamyrmex planidorsus
- Neivamyrmex postangustatus
- Neivamyrmex postcarinatus
- Neivamyrmex pseudops
- Neivamyrmex puerulus
- Neivamyrmex pulchellus
- Neivamyrmex pullus
- Neivamyrmex punctaticeps
- Neivamyrmex quadratooccipitus
- Neivamyrmex radoszkowskii
- Neivamyrmex raptor
- Neivamyrmex romandii
- Neivamyrmex rosenbergi
- Neivamyrmex rugulosus
- Neivamyrmex scutellaris
- Neivamyrmex shuckardi
- Neivamyrmex spatulatus
- Neivamyrmex spoliator
- Neivamyrmex sulcatus
- Neivamyrmex sumichrasti
- Neivamyrmex swainsonii
- Neivamyrmex tenuis
- Neivamyrmex texanus
- Neivamyrmex tristis
- Neivamyrmex walkerii
- Neivamyrmex vicinus